# Jüri Lossmann
Jüri Lossmann (Estonia, 23 de enero de 1891-1 de mayo de 1984) fue un atleta estonio, especialista en la prueba de maratón en la que llegó a ser subcampeón olímpico en 1920.

## Carrera deportiva
En los JJ. OO. de Amberes 1920 ganó la medalla de plata en la maratón, recorriendo los 42.75 km en esta ocasión (lo habitual es 42,195 km) en un tiempo de 2:32:48 segundos, llegando a meta tras el finlandés Hannes Kolehmainen y por delante del italiano Valerio Arri (bronce).